# Władysław Jabłonowski (generał)
Władysław Franciszek Jabłonowski zw. Murzynkiem (ur. 25 października 1769 w Gdańsku, zm. 29 września 1802 na Saint-Domingue) – generał brygady Legionów Polskich, pierwszy polski generał częściowo afrykańskiego pochodzenia.
W latach 1785–1794 służył w armii francuskiej. Większość życia spędził we Francji, ale wziął udział w insurekcji kościuszkowskiej. Był generałem polskim i francuskim.

## Życiorys
Jabłonowski był nieślubnym synem żony gen. Konstantego Aleksandra Jabłonowskiego, Marii Franciszki Dealire, angielskiej arystokratki, i jej afrykańskiego lokaja. Został usynowiony przez Jabłonowskiego. Kształcił się w szkole wojskowej École de Brienne w Brienne-le-Château, gdzie kolegował się z Napoleonem. Naukę ukończył w 1786 w stopniu podporucznika.
Rozpoczął służbę w tamtejszym regimencie kawalerii Royal Allemand. 8 lat później został awansowany do stopnia podpułkownika. Był uczestnikiem insurekcji kościuszkowskiej (podpułkownik) – walczył w bitwach pod Szczekocinami i Maciejowicami, w insurekcji warszawskiej i w obronie Pragi, odznaczył się, broniąc Saskiej Kępy. Członek Centralizacji Lwowskiej – wysłany przez nią do Turcji z misją nawiązania kontaktu z rządami francuskim i tureckim. Od 1799 roku generał brygady w Legionach Dąbrowskiego, gdzie odznaczył się w bitwie pod Bosco i Posturaną. Następnie dowodził legionem w Alpach.
Po pokoju w Lunéville w 1801 roku został generałem francuskim, obejmując dowództwo strategiczne nad 113 Półbrygadą Piechoty, która powstała z Legii Naddunajskiej, i została wysłana na Saint-Domingue w celu stłumienia rewolucji haitańskiej.
Zmarł 29 września 1802 roku w miejscowości Jérémie na żółtą febrę.

## W kulturze
Został uwieczniony w powieści Czarny Generał Wacława Gąsiorowskiego i pierwszej księdze Pana Tadeusza Adama Mickiewicza:

Jak Jabłonowski zabiegł, aż kędy pieprz rośnie,
Gdzie się cukier wytapia i gdzie w wiecznej wiośnie
Pachnące kwitną lasy; z legiją Dunaju
Tam wódz Murzyny gromi, a wzdycha do kraju.